# Vítek Vaněček
Vítek Vaněček (* 9. ledna 1996, Havlíčkův Brod) je český hokejový brankář, který v současnosti hraje za Utah Mammoth v NHL. Je odchovancem havlíčkobrodského hokeje, kde nastupoval za výběry do 16', 18' a 20' let. Ve vstupním draftu 2014 si jej jako 39. celkově ve 2. kole vybral tým Washington Capitals. V roce 2021 si ho vybral v expanzivním draftu tým Seattle Kraken ale po týdnu ho vyměnili zpět. 19. července 2022 podepsal smlouvu s New Jersey Devils.
V sezoně 2024/2025 vyhrál s týmem Florida Panthers Stanleyův pohár.

## Kariéra

### Reprezentační kariéra
Českou republiku reprezentoval na MS do 18 let v roce 2014, kde svými výkony přispěl ke zisku stříbrných medailí. Byl brankářskou jedničkou reprezentace do 20 let na mistrovství světa juniorů 2015 a 2016.

## Ocenění a úspěchy
- 2014 MS-18 - Top tří hráčů v týmu
- 2016 ECHL - All-Rookie Tým
- 2016 ECHL - Nejlepší brankář měsíce března 2016
- 2016 ECHL - Nejlepší nováček měsíce listopadu 2015
- 2019 AHL - All-Star Game
- 2021 NHL - Nejlepší nováček měsíce ledna 2021

## Prvenství

### ČHL
- Debut – 27. ledna 2015 (Mountfield HK proti Bílí Tygři Liberec)
- První inkasovaný gól - 27. ledna 2015 (Mountfield HK proti Bílí Tygři Liberec, českým útočníkem Tomášem Knotkem)

### NHL
- Debut – 15. ledna 2021 (Buffalo Sabres proti Washington Capitals)
- První inkasovaný gól - 15. ledna 2021 (Buffalo Sabres proti Washington Capitals, finským obráncem Rasmus Ristolainen)
- První vychytaná nula – 15. března 2021 (Washington Capitals proti New York Islanders)

## Statistiky

### Základní části
| Sezona       | Tým                      | Liga         | Z   | V  | P  | R  | MIN    | OG  | ČK | POG  | %ChS |
| ------------ | ------------------------ | ------------ | --- | -- | -- | -- | ------ | --- | -- | ---- | ---- |
| 2013–14      | Bílí Tygři Liberec       | ČHL-20       | 38  | 21 | 17 | 0  | 2,156  | 95  | 2  | 2.64 | .921 |
| 2014–15      | HC Benátky nad Jizerou   | 1.ČHL        | 20  | 10 | 10 | 0  | 1,178  | 44  | 0  | 2.24 | .925 |
| 2014–15      | Bílí Tygři Liberec       | ČHL-20       | 4   | 3  | 1  | 0  | 240    | 12  | 1  | 3.00 | .919 |
| 2014–15      | Bílí Tygři Liberec       | ČHL          | 2   | 0  | 2  | 0  | 120    | 3   | 0  | 1.50 | .943 |
| 2015–16      | South Carolina Stingrays | ECHL         | 32  | 18 | 7  | 6  | 1,867  | 63  | 4  | 2.03 | .917 |
| 2015–16      | Hershey Bears            | AHL          | 1   | 1  | 0  | 0  | 65     | 1   | 0  | 0.92 | .962 |
| 2016–17      | Hershey Bears            | AHL          | 39  | 18 | 10 | 7  | 2,147  | 91  | 5  | 2.54 | .909 |
| 2017–18      | Hershey Bears            | AHL          | 32  | 12 | 13 | 2  | 1,685  | 86  | 2  | 3.04 | .888 |
| 2017–18      | South Carolina Stingrays | ECHL         | 2   | 1  | 1  | 0  | 119    | 4   | 0  | 2.01 | .935 |
| 2018–19      | Hershey Bears            | AHL          | 38  | 21 | 10 | 6  | 2,220  | 97  | 2  | 2.62 | .907 |
| 2019–20      | Hershey Bears            | AHL          | 31  | 19 | 10 | 1  | 1,832  | 69  | 2  | 2.26 | .917 |
| 2020–21      | Washington Capitals      | NHL          | 37  | 21 | 10 | 4  | 2,115  | 95  | 2  | 2.69 | .908 |
| 2021–22      | Washington Capitals      | NHL          | 42  | 20 | 12 | 6  | 2,317  | 103 | 4  | 2.67 | .908 |
| 2022–23      | New Jersey Devils        | NHL          | 52  | 33 | 11 | 4  | 2,916  | 119 | 3  | 2.45 | .911 |
| 2023–24      | New Jersey Devils        | NHL          | 32  | 17 | 9  | 3  | 1,792  | 95  | 0  | 3.18 | .890 |
| 2024–25      | San Jose Sharks          | NHL          | 18  | 3  | 10 | 3  | 973    | 63  | 0  | 3.88 | .882 |
| 2024–25      | San Jose Barracuda       | AHL          | 1   | 1  | 0  | 0  | 60     | 2   | 0  | 2.00 | .917 |
| 2024–25      | Florida Panthers         | NHL          | 7   | 2  | 4  | 1  | 421    | 21  | 1  | 3.00 | .890 |
| Celkem v NHL | Celkem v NHL             | Celkem v NHL | 188 | 96 | 56 | 21 | 10,534 | 496 | 10 | 2.83 | .902 |

### Play-off
| Sezona       | Tým                      | Liga         | Z  | V | P | MIN | OG | ČK | POG  | %ChS |
| ------------ | ------------------------ | ------------ | -- | - | - | --- | -- | -- | ---- | ---- |
| 2013–14      | Bílí Tygři Liberec       | ČHL-20       | 4  | 1 | 3 | 213 | 15 | 0  | 4.23 | .899 |
| 2014–15      | HC Benátky nad Jizerou   | 1.ČHL        | 5  | 2 | 3 | 282 | 13 | 0  | 2.77 | .902 |
| 2015–16      | South Carolina Stingrays | ECHL         | 11 | 6 | 2 | 624 | 24 | 1  | 2.31 | .914 |
| 2016–17      | Hershey Bears            | AHL          | 4  | 1 | 2 | 196 | 9  | 0  | 2.75 | .910 |
| 2018–19      | Hershey Bears            | AHL          | 4  | 1 | 3 | 241 | 9  | 1  | 2.25 | .935 |
| 2020–21      | Washington Capitals      | NHL          | 1  | 0 | 0 | 13  | 1  | 0  | 4.56 | .750 |
| 2021–22      | Washington Capitals      | NHL          | 2  | 1 | 1 | 7   | 0  | 0  | 4.20 | .863 |
| 2022–23      | New Jersey Devils        | NHL          | 7  | 1 | 3 | 272 | 21 | 0  | 4.64 | .825 |
| Celkem v NHL | Celkem v NHL             | Celkem v NHL | 10 | 2 | 4 | 385 | 29 | 0  | 4.52 | .834 |

### Reprezentační statistiky
| Rok             | Tým             | Událost         |    | Z      | Čas | OG  | PZ | ČK    | Úsp% | POG |
| --------------- | --------------- | --------------- | -- | ------ | --- | --- | -- | ----- | ---- | --- |
| 2014            | Česko           | MS18            | 6  | 377:12 | 15  | 138 | 0  | 90,20 | 2,39 |     |
| 2015            | Česko           | MSJ             | 3  | 181:01 | 13  | 63  | 0  | 82,89 | 4,31 |     |
| 2016            | Česko           | MSJ             | 5  | 263:35 | 12  | 89  | 1  | 88,12 | 2,73 |     |
| Junioři celkově | Junioři celkově | Junioři celkově | 10 | 821:48 | 40  | 290 | 1  | 87,07 | 3,14 |     |